# Laser Interferometer Space Antenna
El Laser Interferometer Space Antenna (LISA) és una proposta de missió espacial dissenyada per detectar i mesurar amb precisió ones gravitatòries de fonts astronòmiques. En l'actualitat és una col·laboració del consorci eLISA autofinançat i independent; una missió de proves, la LISA Pathfinder, està dissenyada per demostrar la tecnologia necessària per a una missió amb èxit completa llançada en el 2015.
El LISA anteriorment va ser un esforç conjunt entre l'agència espacial dels Estats Units, la NASA i l'Agència Espacial Europea (ESA). No obstant això, el 8 d'abril de 2011, la NASA va anunciar que probablement seria incapaç de continuar la seva participació a la LISA amb l'Agència Espacial Europea, a causa de les limitacions de finançament. L'ESA va començar una revisió completa del concepte de la missió i va canviar el nom a New (o Next) Gravitational wave Observatory (NGO). Era un dels tres candidats per a la primera missió de classe L (L1) del programa Cosmic Vision però va perdre davant del Jupiter Icy Moon Explorer (JUICE). Pot ser un candidat per a la pròxima missió de classe L.
Si es llancés, la LISA seria el primer detector espacial dedicat a les ones gravitatòries; podria mesurar ones gravitatòries utilitzant la interferometria làser per controlar les fluctuacions en les distàncies relatives entre tres naus espacials, disposades en un triangle equilàter de 5 milions de quilòmetres, i volant en una òrbita heliocèntrica terrestre.
Les ones gravitacionals passants poden crear oscil·lacions en les distàncies entre vehicles espacials, segons el mesurat per la llum, en direccions transversals a la direcció de propagació de l'ona.
El LISA pot ser sensitiu a ones en la banda de freqüència entre 0,03 mil·lihertz a 100 mil·lihertz, incloent senyals de forats negres massius que s'uneixen al centre de les galàxies, o que consumeixen menys objectes compactes; a partir de binaris d'estrelles compactes a la nostra galàxia; i possiblement d'altres fonts d'origen cosmològic, com la fase molt primerenca del big-bang, i objectes astrofísics especulatius com les cordes còsmiques i els límits del domini.